# Cheilosia consentiens
Cheilosia consentiens är en tvåvingeart som först beskrevs av Charles Howard Curran 1926.  Cheilosia consentiens ingår i släktet örtblomflugor, och familjen blomflugor.
Artens utbredningsområde är Ontario. Inga underarter finns listade i Catalogue of Life.